# Этилбромизовалерианат
Этилбромизовалерианат, этиловый эфир α-бромизовалериановой кислоты, этил-2-бром-3-метилбутират — фармацевтическая субстанция, компонент лекарственных средств. Входит в состав корвалола, валокордина, валосердина и других препаратов в качестве вспомогательного вещества.
Содержащие этилбромизовалерианат корвалол, валокордин и их аналоги являются безрецептурными препаратами и применяются пациентами для самолечения заболеваний, преимущественно сердечно-сосудистых. Однако эти препараты ничего не лечат, но только успокаивают пациентов.

## История
В 1934 году в Германии были выпущены сердечные капли «Валокордин», содержащие фенобарбитал, масло шишек хмеля и этилбромизовалерианат. В 1960 году в СССР был начат выпуск аналогичного лекарства «Корвалол», в котором в отличие от Валокордина не было масла шишек хмеля.

## Физические свойства
Этилбромизовалерианат при комнатной температуре — жидкость.

## Получение
Этилбромизовалерианат получают из отходов спиртового производства.
В 1990-е годы в Институте нефтехимического синтеза им. Топчиева разработали способ получения этилбромизовалерианата высокой степени очистки из изобутилена. Эта разработка не была внедрена в производство из-за отсутствия финансирования.

## Фармакологические свойства
Подобно изовалериановой кислоте этилбромизовалерианат обладает слабым седативным действием.

## Эффективность и безопасность
Аптечные препараты с этилбромизовалерианатом ничего не лечат, но только успокаивают пациентов, устраняя симптомы соматоформной дисфункции вегетативной нервной системы.

## Применение
Этилбромизовалерианат входит в состав корвалола, валокордина и их аналогов. Эти препараты продаются в аптеках без рецепта и применяются пациентами для самолечения сердечно-сосудистых и других заболеваний без какой-либо доказательной базы.

## Документы
- Реестровая запись ФС-000125 : Этилбромизовалерианат // Государственный реестр лекарственных средств. — Минздрав РФ, 2011. — 20 сентября.